# Isabella Santodomingo
Miriam Isabel Santodomingo Martinez Molina de la Rosa (Barranquilla, 28 de marzo de 1968) es una actriz, escritora, activista, comediante y presentadora colombiana. 
Se inició en la televisión colombiana en el programa La Tele, junto a Carlos Vives, Martín de Francisco y Santiago Moure.

## Biografía
A los 17 años, cambió legalmente su nombre. Su padre, Luis Alberto Santodomingo Molina, era primo hermano del industrial Julio Mario Santodomingo. Hizo sus estudios primarios en el colegio Karl C. Parrish (Barranquilla) y en el colegio Nueva Granada (Bogotá). 
Realizó sus estudios secundarios en el colegio Americano (Barranquilla), fue campeona nacional de raquetbol, campeona departamental de patinaje artístico y capitana de los equipos de voleibol y sóftbol. A nivel superior estudió diseño de modas en el American College for the Applied Arts en Atlanta (hoy en día American InterContinental University), y locución de radio y televisión en la misma ciudad.
Santodomingo es madre soltera, tiene una hija nacida en 1995 llamada Daniela Ossa Santodomingo cuyo padre es el reconocido compositor y productor musical caleño Bernardo Ossa Velazco.
Además, desde 2014 es exnovia del reconocido banquero Alejandro Falla.

### Prensa
Inició su carrera como columnista, posteriormente estuvo vinculada a los diarios El Caribe, El Heraldo, El Espectador y El Tiempo; así como a las revistas Nueva, Viernes Cultural, SoHo, Cromos, Diners, Aló y Ocean Drive (EE. UU.).
En 1995 creó y dirigió por espacio de seis años la revista Shock, dirigida a los jóvenes colombianos. Posteriormente creó la revista de entretenimiento Control T.V. y también fue directora de la revista Carrusel.

### Presentadora, concursante y jurado dereality shows
En televisión comenzó como presentadora de Panorama (magazín periodístico dirigido por Julio Sánchez Cristo), luego, junto a Carlos Vives, condujo La Tele. Años después también presentó un espacio dedicado al Concurso Nacional de Belleza de Colombia para el noticiero del Canal Caracol. 
En 2004 concursó en el reality Desafío 20.04 La aventura, en el que ocupó el tercer lugar. En 2010 Isabella Santodomingo fue uno de los tres jurados del reality show Protagonistas de Nuestra Tele del canal RCN. En 2011 hace lo propio para la versión del mismo reality de la cadena hispana Univision, y en 2012 es jurado en Protagonistas de Nuestra Tele. 
Fue elegida nuevamente por el canal RCN Televisión para ser jurado del reality show Protagonistas de Nuestra Tele. En 2019 participó en Mastercheff Celebrity y fue la eliminada n.º 10.

## Familia

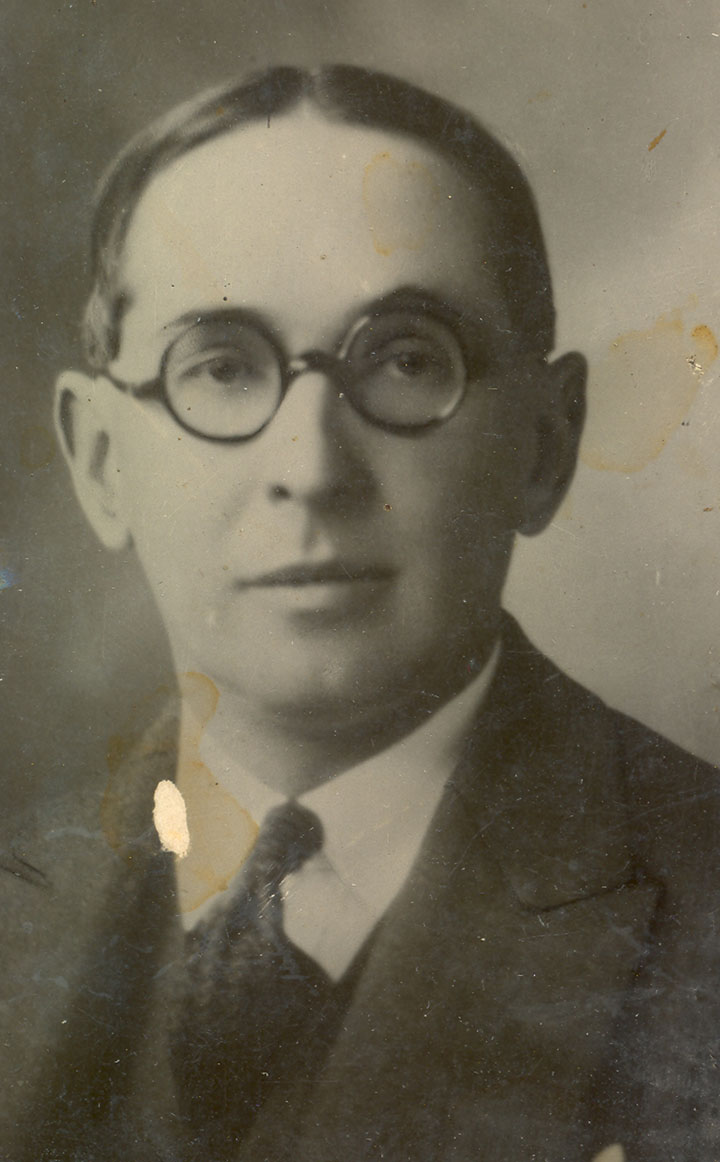
El expresidente Alfonso López Pumarejo, pariente lejano de sus hermanastros.

Isabella Santodomingo es miembro de la aristocracia colombiana, con familiares destacados de la política y el mundo empresarial. Sus padres eran el ganadero Luis Alberto "Pipe" Santodomingo Molina y su esposa, Myriam del Carmen Martínez de la Rosa, siendo sus hermanos Mara Karina, Ana María y Luis Alberto Santodomingo Martínez.
Su padre había contraído nupcias previamente con Ana Dolores Cotes (pariente lejana de Rosario Pumarejo Cotes, la madre del expresidente Alfonso López Pumarejo y esposa del banquero Pedro Aquilino López), con quien tuvo a Ana Isabel y Nicolás Alberto Santodomingo Cotes.
Su padre era hijo de Luis Felipe Santodomingo Santodomingo, quien pese a que lo crio y le dio una buena educación, no se casó con su madre, una humilde trabajadora de la casa familiar llamada Ana Isabel Molina (a quien años después el artista Alejandro Obregón, dedicó la obra "El Ángel de Ana Isabel" por encargo de Luis). El padre de Luis comenzó a llamarlo cariñosamente "Pipe", y lo crio entre Alemania y Estados Unidos.
Por otra parte, Luis Felipe Sr. era hermano del empresario Mario Santodomingo, quien casado con Beatriz Pumarejo Vengeoechea (hermana del médico y político Alberto Pumarejo), fueron padres del empresario panameño, Julio Mario Santodomingo Pumarejo, uno de los personajes más ricos de Colombia. En síntesis, "Pipe" y Julio Mario eran primos, por lo que Isabella es sobrina segunda del magnate.

### Relaciones y descendencia
Pese a que nunca se ha casado con ninguna de sus parejas, convivió varios años con el productor musical Bernardo Ossa Velazco, con quien tuvo a su única hija, Daniela Ossa Santodomingo en 1995.

## Libros y escritos
- Los caballeros las prefieren brutas (2004), todo un best seller del que surgió la standup comedy del mismo nombre.
- Tú y yo: ¿Nos amamos o nos soportamos? (2005), manual-cuestionario
- AM/FM: ¿Felizmente mantenida o asalariada de mierda? (2006)
- Sexorcismo (2008)
- Chantillología (2011)
- De la ruptura a la sutura (2012)
- Revivamos nuestra histeria (2023)

Santodomingo ha escrito dos miniseries para el Canal RCN: Cara o Sello y Victoria, que resultó ganadora de un premio Simón Bolívar como Mejor Miniserie Nacional. En 2010 el Canal Caracol en asociación con Sony Entertainment Television lanzó Los caballeros las prefieren brutas basado en el superventas del mismo nombre que consta de 4 temporadas, siendo ella la guionista. Santodomingo también es autora del guion de dos cortometrajes: Violet is blue y Hello God.

## Filmografía

### Televisión
| Año  | Título                              | Personaje                                    |
| ---- | ----------------------------------- | -------------------------------------------- |
| 2015 | Dueños del paraíso                  | Norma Quezada                                |
| 2014 | Demente criminal                    | Consuelo Busquest de Moránd (coprotagonista) |
| 2012 | Mujeres asesinas                    | Alicia, la deudora                           |
| 2011 | Los caballeros las prefieren brutas | Rut Castro                                   |
| 2010 | Decisiones                          | Elsa cap: El hijo del alma                   |
| 2006 | En los tacones de Eva               | Victoria Morales (actuación especial)        |
| 2005 | Por amor a Gloria                   | Carolina Koppel (antagonista)                |
| 2004 | La saga, negocio de familia         | Ana María Guzmán de Manrique                 |
| 2000 | Me muero por ti                     | Kathy                                        |
| 1998 | Perro amor                          | Camila Brando (antagonista)                  |
| 1997 | Fuego verde                         | María Victoria (protagonista)                |
| 1996 | Eternamente Manuela                 | Roberta (antagonista)                        |
| 1995 | Momposina                           | Coralina Lux (antagonista)                   |
| 1994 | Tentaciones                         | Luzbella (protagonista)                      |
| 1993 | Solo una mujer (telenovela)         | Leah                                         |
| 1993 | Pasiones secretas                   | Perla                                        |

## Reality
| Año       | Título                                        | Rol                                |
| --------- | --------------------------------------------- | ---------------------------------- |
| 2019-2020 | MasterChef Celebrity (2.ª temporada)          | Participante                       |
| 2018      | Colombia ríe                                  | Invitada especial                  |
| 2013      | Protagonistas de nuestra tele (3.ª temporada) | Jurado                             |
| 2012      | The Suso's Show                               | Invitada                           |
| 2012      | Protagonistas de nuestra tele (2.ª temporada) | Jurado                             |
| 2010      | Protagonistas de Nuestra Tele                 | Jurado                             |
| 2004      | Desafío: la aventura                          | Participante - Equipo Celebridades |

## Cine
| Año  | Título                                    | Rol                           |
| ---- | ----------------------------------------- | ----------------------------- |
| 2011 | Espejos (Largometraje venezolano)         | Esther (coprotagonista)       |
| 2008 | Chance (Largometraje colombo-panameño)    | Gloria (protagonista)         |
| 2005 | El trato (Largometraje)                   | Esperanza (protagonista)      |
| 2004 | Colombianos, un acto de fe (Largometraje) | Sara Domínguez (protagonista) |
| 2000 | Kalibre 35 (Cortometraje)                 | Estrella                      |

## Premios y nominaciones

### Premios TVyNovelas
| Año  | Categoría                         | Telenovela o Serie          | Resultado |
| ---- | --------------------------------- | --------------------------- | --------- |
| 2005 | Mejor actriz antagónica           | La saga, negocio de familia | Nominada  |
| 1999 | Mejor actriz antagónica           | Perro amor                  | Ganadora  |
| 1998 | Mejor actriz protagónica de serie | Fuego verde                 | Nominada  |
| 1997 | Mejor actriz protagónica de serie | Fuego verde                 | Nominada  |
| 1996 | Mejor actriz antagónica           | Eternamente Manuela         | Nominada  |

### Premios India Catalina
| Año  | Categoría                                   | Telenovela o serie                  | Resultado |
| ---- | ------------------------------------------- | ----------------------------------- | --------- |
| 2011 | Mejor libreto original de serie o miniserie | Los caballeros las prefieren brutas | Nominada  |
| 2005 | Mejor actriz de reparto                     | La saga, negocio de familia         | Nominada  |

### Otros premios
- Cacique de Oro a la Actriz Revelación por Pasiones Secretas

## Filantropía
Isabella Santodomingo creó una fundación denominada Dar Por Colombia, que ha ayudado a los damnificados por la emergencia invernal de 2011 en el departamento de Sucre.